# Metalibitia adunca
Metalibitia adunca is een hooiwagen uit de familie Cosmetidae.